# Janez Bedenčič
Janez Bedenčič, slovenski rimokatoliški duhovnik in nabožni pisatelj, * 22. december 1777, Šiška, Ljubljana, † 1. april 1843, Kranj.

## Življenje in delo
Bogoslovje je študiral v Ljubljani in bil 1801 posvečen. Kaplanoval je v Kranju do 1803, v Cerknici do 1808, bil vikar v Logatcu do konca 1813, župnik pri sv. Petru v Ljubljani do 1836, ter nazadnje do smrti dekan v Kranju. Od 1826 je bil tudi izpraševalni komisar na gimnaziji in v modroslovju v Ljubljani. Leta 1829 je zgradil pri cerkvi Sv. Petra v Ljubljani s prihranki iz tekočih cerkvenih dohodkov hišo za orglavca in šolo. Deloval je tudi na področju cerkvenega slovstva. Leta 1825 je priredil delo nemškega avguštinca T. Kempčana Hojo k' nebesom, 1826 je izdal v 4. natisu Klementinijev janzenistični Sveti križovi pot. Medtem ko gre tukaj samo za novi izdaji, ki tudi v jezikovnem oziru ne pomenita napredka, je izdal v nemškem jeziku spis Göttl. Anstalten zur Beseligung der Menschen u. ihre Vollendung durch Jesum (Ljubljana, 1828), ki je samostojen in priča o piščevi izredni biblijski zverziranosti.